# RIOT (운영체제)
RIOT은 저전력 무선 사물인터넷(IoT) 장치에 초점을 둔 네트워크 및 메모리가 제약된 시스템을 위한 소형 운영체제이다. 오픈 소스 소프트웨어로서 GNU 약소 일반 공중 사용 허가서(LGPL)로 배포된다.

## 배경
처음에 베를린 자유 대학교(FU Berlin), French Institute for Research in Computer Science and Automation(INRIA), Hamburg University of Applied Sciences(HAW Hamburg)가 개발하였다. RIOT의 커널은 대부분 파이어커널(FireKernel)에서 상속받은 것이며, 이는 센서 네트워크용으로 처음에 개발된 것이다.

## 소스 코드
RIOT 소스 코드는 깃허브에서 볼 수 있으며 오픈 소스 개발자들의 국제적 공동체에 의해 개발되고 있다.

## 같이 보기
- Contiki
- TinyOS
- FreeRTOS